# Sinochasea
Sinochasea là một chi thực vật có hoa trong họ Hòa thảo (Poaceae).

## Loài
Chi Sinochasea gồm các loài: